# Ornitopter

Ornitopter

Ornitopterele și entomopterele reprezintă minivehiculele și microvehiculele pentru zbor (aerodine) cu aripi batante, care imită zborul păsărilor, respectiv al insectelor.
Apariția mușchiului chimic, care transformă energia chimică în energia mecanică a unor piese aflate în mișcare oscilatorie, face posibilă propulsia cu aripi batante.

## Precursori

### Joseph Degan, 1812

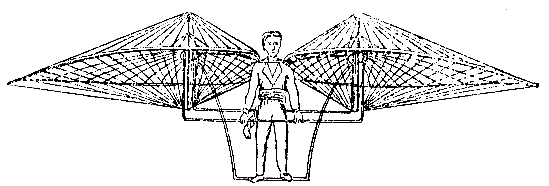
Ornitopterul lui J. Degan, 1812

Joseph Degan a proiectat în 1808 un ornitopter acționat cu forța brațelor și a picioarelor, fiind urmat de mulți alți emuli în secolul al XIX-lea, dar nici unul din aparate nu a zburat. 

### Edward Frost, 1902

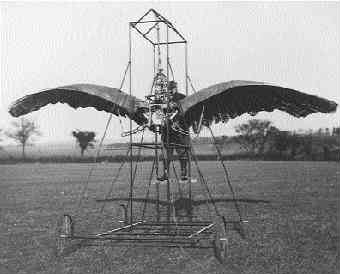
Ornitopterul lui Edward Frost, 1902

Edward Frost din Cambridgeshire, Anglia, a construit în 1902 un ornitopter din lemn de salcie, mătase și pene. Mai târziu, Frost a devenit președintele Socității Regale de Aeronautică.

## Articole similare
Aeronavă propulsată muscular